# Adonisea accessa
Adonisea accessa là một loài bướm đêm trong họ Noctuidae.